# 歌川重昌
歌川 重昌（うたがわ しげまさ、生没年不詳）とは、江戸時代の浮世絵師。

## 来歴
初代歌川広重の門人、歌川の画姓を称す。広重の愛弟子だったが十余歳で没したという。作画期は弘化から嘉永の頃にかけてとされる。

## 作品
- 「江戸名所　亀戸梅屋敷」　横中判錦絵揃物のうち　※嘉永年間、「重昌画」の落款
- 「江戸名所　隅田川花見之図」　※同上